# Franz Schrewe
Franz Schrewe (* 29. Mai 1950 in Brilon) ist ein deutscher Politiker der SPD. Er war von 1999 bis 2014 Bürgermeister der Stadt Brilon im Hochsauerlandkreis und von 2010 bis 2015 auch Präsident des Europäischen Kommunalen Waldbesitzerverbandes FECOF (Fédération Européenne des Communes Forestières). Seit dem Sommer 2015 ist er Landesvorsitzender des Sozialverband Deutschland Nordrhein-Westfalen.

## Leben und Beruf
Schrewe besuchte zunächst die Volksschule in Scharfenberg und danach das Gymnasium Petrinum Brilon.  Nach vier Jahren freiwilligem Dienst bei der Bundeswehr machte er eine Ausbildung an der Landesfinanzschule in Haan. Anschließend studierte er an der Fachhochschule für Finanzen in Nordkirchen. Nach dem erfolgreichen Abschluss als Diplom-Finanzwirt  war er von 1971 bis 1999 bei verschiedenen Finanzämtern in Nordrhein-Westfalen tätig. In seiner Freizeit beschäftigt sich Schrewe unter anderem mit der plattdeutschen Sprache und hat dazu drei Wörterbücher vorgelegt.

## Politische Laufbahn
Schrewe ist Mitglied der SPD. Von 1989 bis 1999 war er Mitglied des Rates der Stadt Brilon und gleichzeitig Ortsvorsteher des Stadtteils Scharfenberg. In den Jahren 1999, 2004 und 2009 wurde er zum hauptamtlichen Bürgermeister der Stadt Brilon gewählt.

## Veröffentlichte Bücher
- Sau küert me in Breylen: Wörterbuch der plattdeutschen Sprache Brilon/Hochsauerland. Brilon, 1998, ISBN 3-86133-215-9
- Säu kuiert me bey us: Wörterbuch für die plattdeutsche Sprache Scharfenberg/Hochsauerland. Brilon, 1997, ISBN 3-86133-187-X
- Unsere plattdeutsche Sprache in Brilon und den Dörfern Alme, Madfeld, Thülen und Scharfenberg. Brilon, 2024, ISBN 9783751611480